# HMS Hotspur (H01)
Pour les autres navires du même nom, voir HMS Hotspur.
Pour les articles homonymes, voir H01.
Le HMS Hotspur est un destroyer de classe H construit pour la Royal Navy à la fin des années 1930.
Pendant la guerre civile espagnole de 1936-1939, le navire a passé beaucoup de temps dans les eaux espagnoles, pour faire respecter le blocus des armes imposé par la Grande-Bretagne et la France aux deux parties du conflit. Pendant la campagne de Norvège de la Seconde Guerre mondiale, il a participé à la première bataille de Narvik en avril 1940, où il a été gravement endommagé. Une fois ses réparations terminées, le Hotspur est transféré à Gibraltar où il participe à la bataille de Dakar en septembre. Un mois plus tard, le navire est gravement endommagé lorsqu'il éperonne et coule un sous-marin italien. Il subit des réparations permanentes à Malte et est transféré à la Mediterranean Fleet (flotte méditerranéenne) lorsqu'elles sont terminées au début de 1941. Le Hotspur participe à la bataille du cap Matapan en mars et évacue les troupes britanniques et australiennes de Grèce et de Crète en avril-mai. En juin, le navire participe à la campagne Syrie-Liban et escorte des convois et les plus gros navires de la flotte méditerranéenne jusqu'à son transfert à la Eastern Fleet (flotte orientale) en mars 1942.
Le Hotspur n'a pas participé au raid japonais dans l'océan Indien en avril, mais il a escorté un porte-avions en septembre pendant les dernières étapes de l'invasion de Madagascar. En juin 1942, le navire retourne en Méditerranée pour escorter un autre convoi vers Malte (opération Vigorous). Il est converti en destroyer d'escorte à partir de mars 1943 au Royaume-Uni et est affecté à l'escorte de convois dans l'Atlantique Nord pendant la majeure partie du reste de la guerre. Après un long carénage à la fin de 1944, le Hotspur escorte des convois en mer d'Irlande jusqu'à la fin de la Seconde Guerre mondiale en mai 1945.
Après la guerre, le navire a été utilisé comme navire-école et en service actif jusqu'à ce qu'il soit placé en réserve au début de 1948. Il a été vendu à la République dominicaine à la fin de la même année et rebaptisé Trujillo. Après la mort de Rafael Trujillo, qui a gouverné la République dominicaine de 1930 à son assassinat en 1961, le navire a été rebaptisé Duarte en 1962 et a finalement été vendu à la casse en 1972.

## Description
Le Hotspur déplaçait 1 350 tonnes longues (1 370 tonnes (t)) à charge normale et 1 883 tonnes longues (1 913 t) à charge pleine. Il avait une longueur hors-tout de 98,5 m, une largeur de 10,1 m et un tirant d'eau de 3,8 m. Il était propulsé par deux turbines à vapeur à engrenages Parsons, entraînant deux arbres, qui développaient une puissance totale de 34 000 chevaux-vapeur (25 000 kW) et donnaient une vitesse maximale de 36 nœuds (67 km/h). La vapeur pour les turbines était fournie par trois chaudières à trois tambours Admiralty. Le Hotspur transportait un maximum de 470 tonnes longues (480 t) de fuel, ce qui lui donnait une autonomie de 5 530 milles nautiques (10 240 km) à 15 nœuds (28 km/h). Son effectif était de 137 officiers et hommes en temps de paix, mais il était porté à 146 en temps de guerre.
Le navire était équipé de quatre canons Mark IX de 4,7 pouces (120 mm) de calibre 45  montés sur des supports simples. Pour la défense anti-aérienne (AA), le Hotspur avait deux supports quadruples Mark I pour la mitrailleuse Vickers Mark III de 0,5 pouce. Il était équipé de deux supports quadruples de tubes lance-torpilles au-dessus de l'eau pour des torpilles de 21 pouces (533 mm). Un rail de grenades sous-marines et deux lanceurs étaient installés ; 20 grenades sous-marines étaient initialement transportées, mais ce nombre a été porté à 35 peu après le début de la guerre.
À partir de la mi-1940, l'armement anti-aérien du navire a été augmenté, mais on ne sait pas exactement quand les modifications ont été apportées. Le jeu arrière de tubes lance-torpilles a été remplacé par un canon AA de 3 pouces (76,2 mm) (12 livres) et les supports quadruples Vickers de calibre .50 ont été remplacés par des canons automatiques Oerlikon de 20 millimètres (0,8 in). Deux autres canons Oerlikon ont également été ajoutés dans la superstructure avant.

## Historique
La mise sur cale du Hotspur a été réalisée au chantier naval Scotts Shipbuilding and Engineering Company à Greenock en Ecosse le 27 février 1935, et le navire a été lancé le 23 mars 1936 et achevé le 29 décembre 1936. À l'exclusion des équipements fournis par le gouvernement, comme l'armement, le navire a coûté 253 037 livres sterling (£),. Il a été affecté à la 2e flottille de destroyers de la Mediterranean Fleet (flotte méditerranéenne) dès sa mise en service. Le Hotspur a patrouillé dans les eaux espagnoles en 1937 pendant la guerre civile espagnole pour faire respecter les politiques du Comité de non-intervention. Le navire subit une révision à Gibraltar entre le 16 décembre 1937 et le 17 janvier 1938. Il reprend ses patrouilles dans les eaux espagnoles en 1938 et 1939. Après la fin de la guerre civile espagnole, le Hotspur a commencé un carénage dans le chantier naval de Sheerness en août 1939, mais celui-ci a été annulé plus tard dans le mois en raison de la montée des tensions juste avant le début de la Seconde Guerre mondiale.

### Carrière en temps de guerre

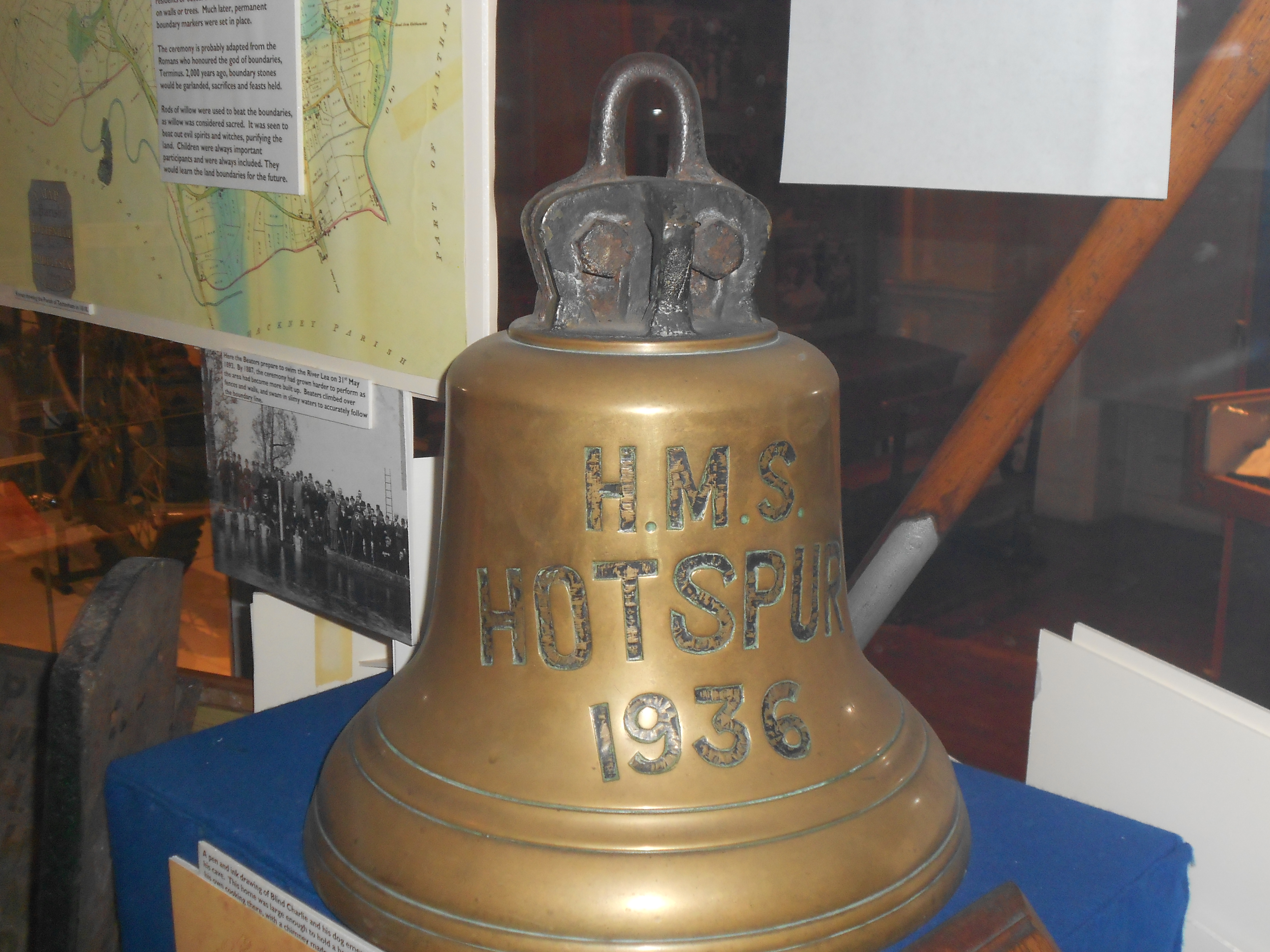
La cloche du Hotspur

Le Hotspur a appareillé plus tard ce même mois pour la Méditerranée, mais, une fois qu'il a atteint Gibraltar, il a été détourné vers Freetown en Sierra Leone, pour rechercher des raiders commerciaux allemands. Le navire est transféré à la North America and West Indies Station (station de l'Amérique du Nord et des Antilles) en octobre et est remis en état à Sheerness entre le 18 janvier et le 6 mars 1940. Le 6 avril, le Hotspur et le reste de la 2e flottille de destroyers escortent les quatre destroyers poseurs de mines de la 20e flottille de destroyers alors qu'ils naviguent pour mettre en œuvre l'opération Wilfred, une opération visant à poser des mines dans le Vestfjord afin d'empêcher le transport du minerai de fer suédois de Narvik vers l'Allemagne. Les mines ont été posées tôt le matin du 8 avril, avant que les Allemands ne commencent leur invasion, et les destroyers ont rejoint le croiseur de bataille Renown et ses escortes.
Au cours de la première bataille de Narvik, le 10 avril, le navire, ainsi que son navire-jumeau (sister ship), le Hostile, ont été initialement déployés pour sécuriser l'itinéraire de fuite des trois autres destroyers de la 2e flottille et s'occuper des canons de défense côtière capturés. Le Hotspur s'est finalement avancé et a tiré quatre torpilles dans le port de Narvik, coulant au moins deux navires marchands. Alors que les navires britanniques quittaient les environs de Narvik, ils ont rencontré cinq destroyers allemands à courte distance. Deux des navires allemands ont croisé le T des navires britanniques et ont rapidement mis le feu au Hardy et l'ont forcé à s'échouer. Le Hunter a fini par prendre la tête, mais il a été gravement endommagé par les Allemands, probablement par une torpille, et sa vitesse a chuté rapidement. Le Hotspur, qui se trouvait immédiatement derrière lui, a perdu temporairement le contrôle à cause de deux coups et l'a éperonné par derrière. Lorsque les navires ont réussi à se désengager, le Hunter a chaviré et le Hotspur a avancé lentement, engagé par les cinq destroyers allemands. Le Havock et le Hostile s'étaient désengagés plus tôt, mais sont revenus pour sauver le Hotspur. Le Hostile a posé un écran de fumée qui a permis au Hotspur de s'échapper pendant que le Havock engageait les navires allemands. Le Hostile a escorté le Hotspur, gravement endommagé, jusqu'à la base de réparation installée à Flakstadøya dans les îles Lofoten. Pendant la bataille, le navire a été touché sept fois par des obus allemands qui ont détruit la chaudière n°2, tous les circuits électriques, ses grenades sous-marines, son télémètre et tué 18 membres de son équipage. Des réparations temporaires ont permis au Hotspur de se rendre à l'arsenal de Chatham où il a été réparé du 2 mai au 16 juillet.
Une fois ses réparations terminées, le navire est transféré à la 13e flottille de destroyers du North Atlantic Command (Commandement de l'Atlantique Nord), basée à Gibraltar. Au cours de l'opération Hurry, le Hotspur et trois autres destroyers escortent le porte-avions Argus jusqu'à une position au sud-ouest de la Sardaigne afin que le porte-avions puisse faire décoller ses chasseurs Hawker Hurricane vers Malte le 2 août. Le 11 septembre, le navire repère les croiseurs français de Vichy Georges Leygues, Gloire et Montcalm et trois destroyers d'escorte en route de Toulon vers le Gabon. Il escorte les navires de la Force H pendant la bataille de Dakar le 23 septembre, mais n'est pas engagé. Le 20 octobre, le Hotspur, le destroyer Griffin et son frère Gallant coulent le sous-marin italien Lafolè à l'est de Gibraltar. Le navire a été gravement endommagé lorsqu'il a éperonné le sous-marin et il a été réparé temporairement à Gibraltar entre le 22 octobre et le 20 novembre. Il a escorté un convoi de troupes de Gibraltar à Malte fin novembre pendant l'opération Collar. Des réparations permanentes ont été effectuées à Malte entre le 29 novembre et le 20 février 1941.
Une fois ses réparations terminées, le Hotspur est affecté à la 2e flottille de destroyers de la Mediterranean Fleet (flotte méditerranéenne). Le navire a escorté les navires-capitaux (Capital ship) de la Flotte méditerranéenne pendant la bataille du cap Matapan en mars 1941. A la mi-avril, il escorte le transport rapide MV Breconshire et trois cuirassés d'Alexandrie à Malte avant d'escorter les cuirassés lors du bombardement de Tripoli le 20 avril. Après s'être ravitaillé en carburant à Alexandrie le 23 avril, le Hotspur fait route vers la Grèce pour commencer à évacuer les troupes britanniques et australiennes des plages. Le 8 mai, le navire escorte à nouveau les navires de la flotte méditerranéenne qui couvrent un autre convoi d'Alexandrie à Malte avant d'être détaché pour escorter le croiseur léger Ajax qui bombarde le port de Benghazi les 7 et 8 mai et coule deux navires marchands italiens. Pendant l'évacuation de la Crète, le Hotspur a dû saborder le destroyer Imperial le 29 mai après que la direction de ce dernier ait été mise hors service par une bombe qui l'a presque touché.
Le navire a escorté le Landing Ship Infantry (LSI(L)) Glengyle pendant la première phase de la campagne Syrie-Liban de juin 1941 et a également fait la chasse aux sous-marins français. De juillet à novembre, le Hotspur a escorté des convois vers Tobrouk. Le 25 novembre, il escortait le cuirassé Barhamlorsque ce navire a été torpillé par le sous-marin allemand U-331. Le Hotspur et les autres destroyers d'escorte ont sauvé 451 hommes. Le navire a escorté le croiseur léger Naiad lorsque celui-ci a bombardé Derna au début du mois de décembre. En escortant un convoi, le Hotspur et son navire-jumeau, le Hasty, coulent le sous-marin allemand U-79 le 23 décembre au nord de Sollum.
Pendant un convoi vers Malte en janvier 1942, le navire a été chargé d'escorter le navire marchand Thermopylae à Benghazi lorsqu'il a commencé à avoir des problèmes de moteur. Le 23 mars, le Hotspur est transféré à la Eastern Fleet (flotte de l'Est) dans l'océan Indien et est affecté à la force A de la flotte pendant le raid des Japonais dans l'océan Indien au début d'avril 1942. Le navire retourne en Méditerranée pour participer à l'opération Vigorous, un autre convoi d'Alexandrie à Malte, en juin. Le Hotspur est obligé de couler son navire-jumeau, le Hasty, après que ce dernier ait été endommagée par une torpille du torpilleur à moteur allemand schnellboot S-55. Après son retour dans l'océan Indien, le navire escorte le porte-avions Illustrious lorsque celui-ci soutient les opérations sur Madagascar en septembre. Le Hotspur reste dans l'océan Indien jusqu'en janvier 1943, date à laquelle il est transféré à Freetown en Sierra Leone, où il arrive le 14 février. Le navire n'y reste que brièvement avant d'être transféré chez lui pour commencer une conversion en destroyer d'escorte. La conversion a commencé à Sheerness le 1er mars et a duré jusqu'au 31 mai.
Un radar de recherche de surface Type 271 a remplacé le directeur de tir et le télémètre au-dessus de la passerelle. Un radar d'alerte de surface Type 290 a été ajouté au sommet du mât de misaine. Un système de goniométrie à haute fréquence a été ajouté sur un mât à l'arrière. Le navire a également reçu un système IFF Type 242. Deux canons de 4,7 pouces ont été retirés, un à l'avant et un à l'arrière, et le canon avant a été remplacé par un mortier anti-sous-marin Hedgehog. Le canon antiaérien de 3 pouces au milieu du navire a également été retiré, mais le nombre de canons anti-aériens de 20 mm a été porté à six.
Le Hotspur a été affecté au groupe d'escorte C4 en juin après avoir remonté et escorté des convois dans l'Atlantique Nord. Il est transféré au 14e groupe d'escorte en juin 1944 et est remis en état à Barrow-in-Furness entre le 31 octobre et le 9 mars 1945. Des fonctions d'escorte en mer d'Irlande ont suivi jusqu'au jour de la Victoire en Europe. Quelque temps avant, le hérisson du navire a été remplacé par un canon de 4,7 pouces. Le Hotspur a été brièvement affecté à la Rosyth Escort Force avant d'être transféré au Derry Training Squadron en août.

### Après-guerre
Le Hotspur est réaffecté au 4e groupe d'escorte en juin 1946 jusqu'à ce qu'il soit remis en état à l'arsenal de Portsmouth en février-mars 1947. Le navire est ensuite affecté à la 3e flottille d'escorte basée au port de Portland. Il est sélectionné pour être mis au rebut en novembre 1947 et est placé en réserve le 20 janvier 1948 en attendant d'être éliminé.
Le Hotspur a été vendu à la République dominicaine le 23 novembre 1948 et rebaptisé Trujillo. À cette époque, le navire transportait un radar d'alerte aérienne de type 291 et un radar de recherche de surface américain SG-1. Quatre canons Bofors de 40 millimètres (1,6 in) remplacent les Oerlikons de 20 mm.
En juin 1953, il fait partie d'un certain nombre de navires de guerre étrangers qui assistent à la revue navale du couronnement de la reine Elizabeth II à Spithead. Après la mort de Rafael Trujillo, qui a régné sur la République dominicaine de 1930 à son assassinat en 1961, le navire est rebaptisé Duarte en 1962. Il est vendu à la casse en 1972.

### Source
- (en) Cet article est partiellement ou en totalité issu de l’article de Wikipédia en anglais intitulé « HMS Hotspur (H01) » (voir la liste des auteurs).